# Monument de Kamanyola
Le monument de Kamanyola est un mémorial situé dans le village de Kamanyola, dans la province du Sud-Kivu, en république démocratique du Congo. Ce monument commémore un épisode tragique et symbolique de l'histoire congolaise, marqué par des luttes pour la souveraineté nationale et la mémoire des victimes de conflits dans cette région.

## Contexte historique
Le Monument de Kamanyola s'inscrit dans une région ayant une histoire mouvementée liée à des tensions politiques, ethniques et militaires. Kamanyola, un village proche de la frontière avec le Rwanda et le Burundi, a été le théâtre de divers événements marquants durant les périodes de conflits armés en Afrique centrale.
L'un des événements les plus mémorables associés à Kamanyola remonte aux années 1970, pendant l'ère du président Mobutu Sese Seko, lorsque des opérations militaires dans la région visaient à renforcer la souveraineté nationale. Plus récemment, en 2017, le village a été le lieu d’un massacre tragique impliquant des réfugiés burundais et des forces de sécurité congolaises, ce qui a accentué son importance symbolique pour la mémoire collective locale et régionale.

## Description du monument
Le Monument de Kamanyola est une structure simple mais significative, construite pour honorer les personnes tombées lors des événements marquants dans la région. Il est souvent décrit comme un lieu de recueillement et de réflexion, utilisé lors des cérémonies commémoratives pour rendre hommage aux victimes des violences .
Le mémorial se compose généralement de :
- Une plaque commémorative inscrite avec des messages de paix et de solidarité.
- Des symboles représentant l’unité nationale et la résilience des populations locales.
- Parfois, des ornements locaux, tels que des motifs traditionnels ou des matériaux issus de la région.

Signification et impact
Le Monument de Kamanyola joue un rôle central dans la préservation de la mémoire historique et culturelle de la région. Il rappelle les défis auxquels le Sud-Kivu a été confronté et souligne l'importance de la paix et de la réconciliation entre les communautés
Il est également devenu un lieu éducatif pour les jeunes générations, leur permettant de mieux comprendre les réalités historiques et les luttes qui ont façonné leur pays. Les initiatives locales visant à protéger et promouvoir le site renforcent sa valeur en tant que patrimoine culturel et historique.

## Défis et perspectives
Malgré son importance, le Monument de Kamanyola fait face à des défis liés à l'entretien et au financement. Les autorités locales, les organisations de la société civile et les partenaires internationaux s’efforcent de mobiliser des ressources pour sa préservation. La région étant encore instable, des efforts sont également déployés pour garantir que ce lieu reste un symbole de paix plutôt qu’un rappel des divisions.
En célébrant les histoires locales et en rendant hommage aux victimes, le Monument de Kamanyola incarne un espoir de réconciliation et de résilience pour la population du Sud-Kivu et au-delà.